# Azamgarh
Azamgarh è una suddivisione dell'India, classificata come municipal board, di 104.943 abitanti, capoluogo del distretto di Azamgarh e della divisione di Azamgarh, nello stato federato dell'Uttar Pradesh. In base al numero di abitanti la città rientra nella classe I (da 100.000 persone in su).

## Geografia fisica
La città è situata a 26° 3' 36 N e 83° 11' 10 E e ha un'altitudine di 63 m s.l.m..

## Società

### Evoluzione demografica
Al censimento del 2001 la popolazione di Azamgarh assommava a 104.943 persone, delle quali 51.284 maschi e 53.659 femmine. I bambini di età inferiore o uguale ai sei anni assommavano a 12.565, dei quali 7.027 maschi e 5.538 femmine. Infine, coloro che erano in grado di saper almeno leggere e scrivere erano 14.814, dei quali 8.088 maschi e 6.726 femmine.